# Trautes Heim (Fernsehserie)
Trautes Heim ist eine deutsche Comedyserie von Lars Albaum und Torsten Goffin, die in den Jahren 2002 und 2004 auf dem Fernsehsender RTL ausgestrahlt wurde. Die von der TransAtlantic Filmhouse AG produzierte Sitcom  umfasst 13 Folgen in zwei Staffeln und handelt von den Bewohnern einer Kölner WG, in der Weinhändler Paul Kretschmer gemeinsam mit seinem Lebensgefährten Ben, seiner 18-jährigen Tochter Greta und seinem Ex-Freund Ulla lebt.

## Handlung
Der Weinhändler Paul Kretschmer teilt sich gemeinsam mit seinem Lebensgefährten Ben sowie seinem Ex-Freund Ulf, der auf Grund seines affektiertes Verhaltens Ulla genannt wird, einträchtig eine Kölner Wohngemeinschaft. Der schwule Männerhaushalt wird aufgescheucht als eines Tages Pauls unbekannte 18-jährige Tochter Greta vor die Tür steht – das Ergebnis einer längst verdrängten, heterosexuellen Liaison aus Jugendtagen. Diese hat das provinzielle Leben bei ihrer Mutter mächtig satt und hofft in der Großstadt auf einen Neuanfang. Paul, der die Existenz seiner leiblichen Tochter bislang gründlich verschwiegen hatte, sieht sich gezwungen, seinen Mitbewohnern Rede und Antwort stehen – ganz im Sinne Gretas, die kurzerhand beschließt, bei ihrem Vater einzuziehen.

## Episodenliste
| Nummer | Titel            | Erstausstrahlung |
| ------ | ---------------- | ---------------- |
| 01     | Jugendsünden     | 14. Juni 2002    |
| 02     | Probeweise       | 21. Juni 2002    |
| 03     | Der Besuch       | 28. Juni 2002    |
| 04     | Die große Hitze  | 5. Juli 2002     |
| 05     | Männersorgen     | 12. Juli 2002    |
| 06     | Verfluchtes Erbe | 10. März 2004    |
| 07     | Hart bleiben     | 17. März 2004    |
| 08     | Die Zecke        | 24. März 2004    |
| 09     | Andere Umstände  | 30. März 2004    |
| 10     | Daddy Cool       | 7. April 2004    |
| 11     | Der neue Freund  | 21. April 2004   |
| 12     | Warme Stimmen    | 28. April 2004   |
| 13     | Das Angebot      | 5. Mai 2004      |